# 楠苏蒂勒
楠苏蒂勒（法語：Nan-sous-Thil，法語發音：[nɑ̃ su til]）是法国科多尔省的一个市镇，属于蒙巴尔区。

## 地理
楠苏蒂勒（47°22'27"N, 4°21'33"E）面积10.99 平方千米，位于法国勃艮第-弗朗什-孔泰大區科多尔省，该省份为法国中东部省份，北起奥布省，西接涅夫勒省和约讷省，南至索恩-卢瓦尔省，东南接汝拉省，东临上索恩省，东北部与上马恩省接壤。
与楠苏蒂勒接壤的市镇（或旧市镇、城区）包括：鲁瓦伊、普雷西苏蒂勒、维克苏蒂勒、布里亚尼、克拉姆雷、丰唐日、马尔西尼苏蒂勒。

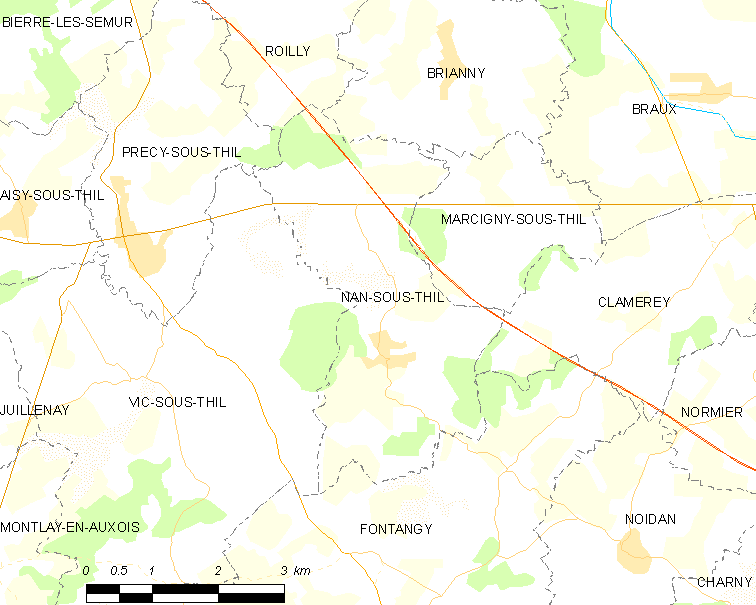
楠苏蒂勒的OSM定位图

楠苏蒂勒的时区为UTC+01:00、UTC+02:00（夏令时）。

## 行政
楠苏蒂勒的邮政编码为21390，INSEE市镇编码为21449。

## 政治
楠苏蒂勒所属的省级选区为欧苏瓦地区瑟米尔县。

## 人口

1962-2008年间楠苏蒂勒人口变化图示

楠苏蒂勒于2022年1月1日时的人口数量为169人。